# トルテ

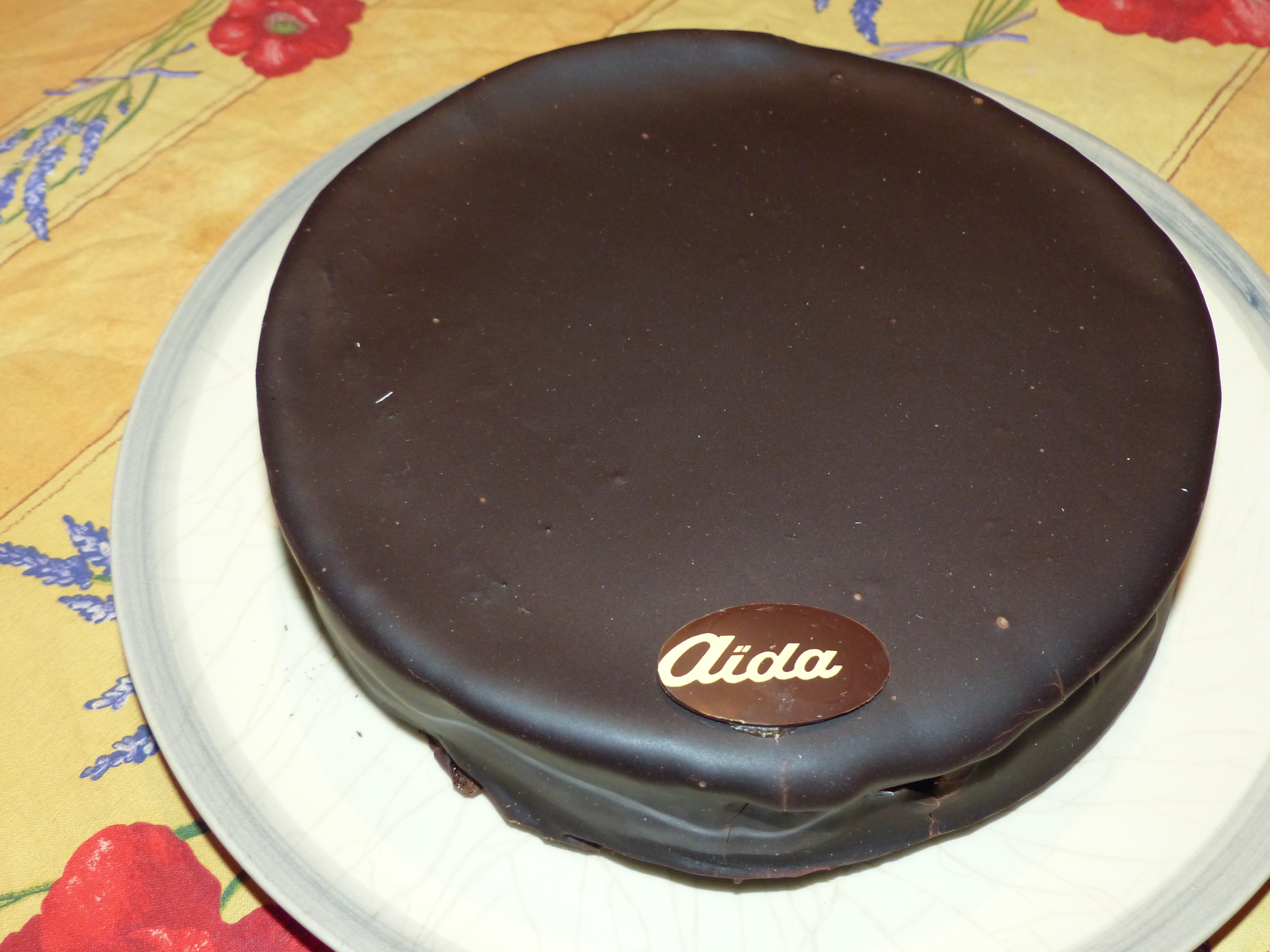
ウィーンのザッハトルテ

トルテ（ドイツ語: Torte）は、切り分けて食べる焼き菓子の種類。クリームやフルーツ等で飾り立てた、大抵は円形のデコレーションケーキである。
なお、ドイツでは飾り付ける前のもの、およびほとんど飾り付けないタイプのケーキはクーヘン（Kuchen）と呼ぶ。

## 概要
スポンジケーキの生地にジャムやクリームを挟んだり、表面に塗ったりした菓子であり、トルテの語は主にドイツ語圏で使用される。
スポンジケーキが誕生する以前はビスケット状の生地を用いており、今日のタルトに近い。15世紀後半から16世紀にかけてトルテとタルトは分岐していったものと推測されているが、その分岐点にあると考えられているのがリンツァートルテであり、トルテとタルトの両方の特徴を持っている。
トルテがさまざまな味と形のバリエーションを持つのは19世紀以降のことである。

## トルテとタルト - 起源と語源・語史、異同
トルテ（ドイツ語: Torte）、タルト（フランス語: tarte）ともに語源は古代ローマ時代にあった皿状のパイ菓子トゥールト（ラテン語: tourte）である。なお、トゥールトの起源も古代ギリシアや古代エジプトと更に遡ることができる。
起源は同じであり、上述のように過去のある時点では同じような菓子であったが、今日では以下のように識別される。
タルト
フランス語圏。ビスケット状の生地で作られた皿型の器にクリーム、フルーツを詰めたり乗せる。
トルテ
ドイツ語圏。スポンジ状の生地にクリームを挟んだり、表面に塗る。ザッハトルテが代表的。
タート、タートゥ（英語: tart）
英語圏。皿状か平型の丸いものなら生地はビスケット状でもスポンジ状でもパイ生地でも良い。

## 各種トルテの事例
ザッハトルテ
チョコレートスポンジのケーキに、グラサージュ（チョコレートやクリームなどを混ぜて溶かしたペースト）をかけて整形し、すっぽり包んだケーキ
キルシュトルテ
桜桃を使ったケーキ
エールトベアザーネトルテ
イチゴを用いたケーキ。下記でも使われるザーネという語はクリームを意味する。
ヘレントルテ
甘みを抑え、洋酒、ココアやチョコレートを用いマジパンで覆うことの多い、多層のケーキ。バリエーションがたくさんあり、ヘレントルテという絶対の定義は今のところなさそう。
リンツァートルテ
リンツ地方の伝統菓子
プリンツレゲンテントルテ（摂政宮トルテ）
ミュンヘンの名物。6ないし7層の生地でチョコレートクリームを挟み、全体をチョコレートで覆ったもの。
シュヴァルツヴェルダー・キルシュトルテ
黒い森のサクランボケーキ
ケーゼトルテ
チーズケーキ。焼きチーズケーキと冷製チーズケーキ、双方をさすが、焼きチーズケーキの場合、ケーゼクーヘンと称されることも多い。ケーゼザーネトルテとも呼ばれる。
ドボシュ・トルテ
ハンガリー起源のトルテ。カラメルの飾りを載せる。
フロッケンザーネトルテ
フロッケとは雪片のような微細な小片を意味する。シュー生地でクリームと果物を挟んだもの。
エスターハージートルテ
ハンガリーのトルテ。クリームを数層のメレンゲ生地で挟んでいる。
トルテングース
フルーツパイに塗布して表面を固めるためのゼリー

## トルテと名前はついているが違う物
ツィーゲンケーゼトルテケーキではなく、ヤギ乳を使ったフレッシュチーズの一種。ツィーゲはヤギという意味。